# 劇場版 獣電戦隊キョウリュウジャー ガブリンチョ・オブ・ミュージック
『劇場版 獣電戦隊キョウリュウジャー ガブリンチョ・オブ・ミュージック』（げきじょうばん じゅうでんせんたいキョウリュウジャー ガブリンチョ オブ ミュージック）は、2013年8月3日より東映系で公開された特撮テレビドラマスーパー戦隊シリーズの『獣電戦隊キョウリュウジャー』の劇場版作品。『劇場版 仮面ライダーウィザード in Magic Land』と同時上映。

## 概要
本作品では『キョウリュウジャー』のダンスや音楽要素を最大限に発揮するため、スーパー戦隊シリーズとしては初のミュージカル映画に仕立てられた。
冒頭のコンサートシーンは東京ドームシティアトラクションズのシアターGロッソで一般公募のエキストラ600人を動員して撮影された。また、福井県勝山市の『福井県立恐竜博物館』が撮影ロケ地として使われた。
この他Jリーグから、ベガルタ仙台、鹿島アントラーズ、柏レイソル、FC東京、横浜F・マリノス、湘南ベルマーレ、セレッソ大阪の7クラブとコラボレーションも行っており、エンディングのダンスシーンに各チームの選手が出演している。これら7クラブは、クラブカラーがキョウリュウジャー各メンバーと概ね一致している。
全国303スクリーンで公開され、2013年8月3日、4日の初日2日間で興収2億5,180万750円　動員21万5,560人になり映画観客動員ランキング（興行通信社調べ）で初登場第5位となった。また、ぴあ初日満足度ランキングでは第2位となっている。
テレビシリーズとの明確な時間関係は設定されていないが、テレビシリーズの第29話では本作品の映像や音楽が一部使用されている他、第39話は本作品を踏まえたエピソードとして制作されるなど、テレビシリーズに組み込まれたつくりになっている。
合成を担当する日本映像クリエイティブは、『劇場版 百獣戦隊ガオレンジャー 火の山、吼える』以降の劇場作品で初めて単独で合成を手掛けた。例年はテレビシリーズと併行しているため10から20のカットが外注に出されていたが、本作品では合成カットが少なめであったことから実現した。

### 制作経緯
ミュージカル要素は監督の坂本浩一からの提案によるもので、坂本は企画時に例として映画『ストリート・オブ・ファイヤー』や『超時空要塞マクロス 愛・おぼえていますか』などを挙げている。企画時には『恐竜戦隊ジュウレンジャー』や『爆竜戦隊アバレンジャー』を登場させる案もあったが、30分では収まらなくなることから次作『獣電戦隊キョウリュウジャーVSゴーバスターズ 恐竜大決戦! さらば永遠の友よ』へ持ち越された。また企画段階では、仮面ライダーシリーズの放送開始時期が変更されることから、戦隊単独での興業も構想されていた。
主要なゲスト出演者はいずれも坂本の要望により起用された。デスリュウジャー役の宮野真守やアーシー役の佃井皆美は過去に坂本の監督作品に出演した縁から選ばれている。

## ストーリー
億千年の時を越えて復活した機械の体を持つ恐竜・獣電竜に認められた6人の勇者・獣電戦隊キョウリュウジャーは、今日も敵であるデーボス軍とブレイブに戦っていた。見事デーボス軍を撃退し、襲われていた超人気アイドル・Meekoを守りぬいたキョウリュウレッド / 桐生ダイゴはMeekoを見て驚く。ダイゴとMeekoは以前フランスで出会っていたからだ。
そんな時、デーボス軍の幹部・太古の戦騎デスリュウジャーが現れる。デスリュウジャーは自らを「D」と名乗る。立ち向かうキョウリュウジャーだったが、デスリュウジャーの圧倒的な強さに敗れ、Meekoを連れ去られてしまった。どうやらMeekoの歌には「D」が狙う伝説の獣電竜を目覚めさせる力があるようだ。ダイゴはMeekoを救うため、仲間と共に「D」の待つ彼の地へ向かうのだった。

## 登場人物
以下、劇場版が初出の登場人物について詳述する。テレビシリーズでの扱いについては当該項目を参照。
天野 美琴（）
物語の鍵を握る歌姫で、Meeko（）の名前で活動している歌手。かつてフランスでダイゴと邂逅しており、彼を「ダイくん」と呼ぶ。テレビシリーズのブレイブ39にも登場した。
- 演じた中村静香は、CDリリースの関係上、歌手ではない人間をキャスティングする必要があり、そこで坂本から推薦された

### デスリュウジャー一派
獰猛の戦騎D（） / デスリュウジャー
自らを「D」と名乗る悪のキョウリュウジャーというべき邪悪な紺色の戦士。トバスピノを強制的に支配し操る。
その正体は獣電竜の存在を知った百面神官カオスが恐竜の感情を吸うために最初に生み出した太古の戦騎であり、性格は司る感情の通りに獰猛で好戦的。ドゴルド以上に凶暴であり、そのうちにある戦いを求める飽くなき欲望はカオスをも戦慄させる。ゆえに首領であるデーボスへの忠誠心は皆無に等しく、美琴を手中に収めるとデーボス軍と袂を分かち離反している。
一億年前、強大すぎる力を制御することができず不安定だったトバスピノを支配して暴走させ、恐竜の絶滅を手伝わせようとしたが、超古代の人間の巫女の助力で邪悪な呪縛から逃れたトバスピノによって倒される。それから一億年後の現代においてデスリュウジャーの装備をカオスに与えられ復活。超古代の巫女の末裔である美琴に目をつけ、彼女を拉致。そして彼女の遺伝子に眠る祈り歌の力を編曲してトバスピノを悪の化身にして支配下に置き、地球の破滅を目論む。
戦闘能力は高く、キョウリュウジャー5人でも歯が立たず、一度は彼らに勝利している。
武器は剣としても使える魔笛型のブーメランフルートバスターで、魔笛モードから奏でられる悪のメロディは獣電竜を苦しめ弱体化させる力を持つ。必殺技はデーボスインしたデスリュウジャー獣電池をフルートバスターに装填し、トバスピノの頭部を模したエネルギー弾を射出する魔楽章デーボスフィニッシュ。他にも専用の武装バイクDレーサーを駆ってのバイク戦も得意とする。
普段はデスリュウジャーのスーツを身に纏っているが、ダイゴとの決戦の際にはマスクを脱ぎ捨て素顔を表した。そのマスクの下の素顔は紺を基調にところどころに赤みを帯びた醜悪な外見をしており、髪に相当する部位を伸ばし攻撃することも可能。そのダイゴとの決戦では一度は彼を圧倒し、変身解除させて獣電池を空にさせるが、美琴の祈り歌により、パワーアップした獣電池を使って変身したキョウリュウレッド ガブルアームド・オンには全く歯が立たず、ガブガブ・ガブティラ岩烈ラッシュによって倒される。
テレビシリーズのブレイブ39ではデスリュウジャーのスーツを纏わぬ本来の姿で再び登場。大地の闇で得た新しい力の影響で全身の色が反転し、赤を基調としたカラーリングに変化した。
- 素顔のデザインはK-SuKeが担当。Dの素顔のデザインの裏モチーフは猛犬のイメージから『オズの魔法使い』のトト。クールな仮面の下は獰猛な顔ということからプレデターを連想して、髪の毛を生やし、アゴにぶら下がったダイヤのピアスは、息の荒いイヌが涎を口元から垂らしているイメージとなっている。頭部全体は牙を過剰に剥き出しにしたイヌの頭部を二重に重ね、本当の顔が口の中に見えるという構成となっている。監督の坂本から、子供に分かりやすい凶悪さを求めるため、爪を長くしたり角を生やすなどのデザイン修正指示があったという。
- デスリュウジャーのスーツはその後、『帰ってきた獣電戦隊キョウリュウジャー 100 YEARS AFTER』のキョウリュウネイビーに改造された。
- 演じた宮野真守は、以前『大怪獣バトル ウルトラ銀河伝説 THE MOVIE』でウルトラマンゼロ役として坂本と一緒に仕事をしていたことが縁でオファーされた。

ディノガールズ
デスリュウジャーの命令に忠実に従う2人の侍女。古代生物のようなコスチュームに身を包み、外見は人間の女性と変わらないが、目付きが爬虫類的に変化することがある。
レムネア
白い装束を纏った侍女。甘えたような口調で喋り、「みぃんな絶滅よ」が口癖。素手でキョウリュウジャーの攻撃を跳ね返してしまうほどの恐るべき徒手空拳の使い手。掌から光弾を放つこともできる。
初戦ではブラックとブルーの2人と戦い、彼らと互角の戦いを繰り広げる。最後にはブラックと戦い、彼の攻撃を全て弾き、一度はアーシーと共に追い詰めるが、加勢にきたピンクとの必殺技により敗北する。
- 名前に「ムネ」が含まれることから、初登場シーンは胸を強調している。

アーシー
黒い装束を纏った侍女。厳しい口調で喋り、「とろけちゃ～う」が口癖。剣の使い手でキョウリュウジャーと互角に渡り合う。また蹴り技も得意とする。
初戦では、グリーンとピンクの2人と互角の戦いを繰り広げる。最後にはピンクと互角に戦うが、最終的にはブラックとの必殺技によりレムネアと一緒に敗北。
- 名前に「アシ」が含まれることから、初登場シーンは脚を強調している。

### 本作品オリジナルの戦士
キョウリュウレッド（ガブルアームド・オン）
ガブルアームド・オンガブティラ獣電池をブレイブインして2回アームド・オンを重ねて重強化武装したキョウリュウレッド。最初から両手にそれぞれガブティラファングが装備されており、両腕にはディノスグランダー装備時と同様の黄金の特殊装甲が備わっている。
必殺技はガブティラ岩烈パンチを超高速で連続して敵に叩き込むガブガブ・ガブティラ岩烈ラッシュ。
- ガブティラファングの造形物は、アップ用とアクション用を両方用いている。

## 獣電池
| 本作品のみに登場した獣電池の一覧 | 本作品のみに登場した獣電池の一覧                   | 本作品のみに登場した獣電池の一覧 | 本作品のみに登場した獣電池の一覧        | 本作品のみに登場した獣電池の一覧 | 本作品のみに登場した獣電池の一覧 |
| No.                              | 獣電池名                                           | プレートに描かれた生物           | 能力                                    | 能力                             | 能力 |
| No.                              | 獣電池名                                           | プレートに描かれた生物           | 変身                                    | 召喚                             | その他 |
| -------------------------------- | -------------------------------------------------- | -------------------------------- | --------------------------------------- | -------------------------------- | --- |
| 00                               | トバスピノ (TOBASPINO)                             | スピノサウルス                   |                                         | トバスピノ                       | トバスピノをバトルモードにする。 当初は本体部分が黒い「デーボスインVer.」だったが、美琴とキョウリュウジャーの祈り歌で浄化された。                                      |
| D                                | デスリュウジャー (TOBASPINO)                       | スピノサウルス                   | デスリュウジャー                        |                                  | フルートバスターに装填し必殺技魔楽章デーボスフィニッシュおよび最終楽章デーボスフィニッシュを放つ。 トバスピノ獣電池が邪悪な闇の力で変化したもので、カオスがDに授けた。 |
| W                                | ガブルアームド・オンガブティラ (GABUTYRA GABUTYRA) | ティラノサウルス                 | キョウリュウレッド ガブルアームド・オン |                                  | ガブティラ獣電池が光となった美琴の歌のパワーがチャージされて一時的に進化を遂げた獣電池。                                                                               |

## 獣電竜・獣電巨人
トバスピノ
一億年前、トリンによって最初に造られた、スピノサウルスが進化した獣電竜0号。バトルモードになると背ビレから鋭いトゲ状に突起したエネルギースピノブーメランを射出して攻撃する。
強大な力を誇る反面その力を制御できず暴走してしまう危険性があり、この不安定な状態に目をつけたカオスの命を受けたDの奏でる邪悪な音楽で支配されかけるも、超古代の巫女の歌によって呪縛から逃れ撃退に成功する。その後邪悪な音楽のダメージが大きかったため恐竜博物館付近の山中で長い眠りについたが、美琴の命を歌のエネルギーに変換したエネルギーで強制的にデーボスインされた黒いトバスピノ獣電池の力でデスリュウジャーに強制的に復活させられ、彼に操られ凶暴な破壊兵器になり果ててしまっている。
最終的に正義の心を取り戻し、再び休眠に入ったが、テレビシリーズのブレイブ39にて美琴の祈り歌で復活を遂げる。
- 頭部や腕などの一部のパーツは新規造形で、あとはガブティラの色替えとなっている。

スピノダイオー
トバスピノを中心にアンキドンとブンパッキーがカミツキ合体することで誕生する獣電巨人。劇中では強制カミツキ合体という形で合体させられ、悪の獣電巨人として暴れまわった。最終的に美琴とキョウリュウジャーたちの歌で正義の心を取り戻す。その際、強制カミツキ合体させられていたアンキドンとブンパッキーも正気に戻った。合体時に流れる音楽は荘厳な古代音楽風。
強力なパワーで周囲に古代神殿のごときバトルステージを出現させ、戦いを有利に運ぶ。右腕にアンキドンハンマー、左腕にブンパッキーボールを装備しており、さらに右手にスピノブーメラン、左手にスピノディフェンサーを持っている。また、右肩のトバスピノヘッドから放つ棘状のエネルギーを連射しての攻撃も可能。
必殺技は3種類存在し、デスリュウジャーに操られた際の技は右肩のトバスピノヘッドから放つ超破滅光弾。正義に戻った際の必殺技はスピノブーメランを投擲し、全身を高速回転させながら左腕のブンパッキーボールと右腕のアンキドンハンマーによる連続攻撃を叩き込むスピノダイオー・ブレイブフィニッシュ。テレビシリーズのブレイブ41では投擲したスピノブーメランが分裂して敵を攻撃するスピノダイオー・ブーメランフィニッシュを使用する。また、パラサガンとザクトルと強制カミツキ合体して、スピノダイオーウエスタンになったこともある。
- 頭部は特撮監督の佛田洋からのインパクトが欲しいという要望により、鎧武者風のデザインとなった。目元はキョウリュウジンと印象を変えるためにゴーグル状になっている。

## キャスト
- 桐生ダイゴ / キョウリュウレッド - 竜星涼[39]
- イアン・ヨークランド / キョウリュウブラック - 斉藤秀翼[39]
- 有働ノブハル / キョウリュウブルー - 金城大和[39]
- 立風館ソウジ / キョウリュウグリーン - 塩野瑛久[39]
- アミィ結月 / キョウリュウピンク - 今野鮎莉[39]
- 空蝉丸 / キョウリュウゴールド - 丸山敦史[39]
- 天野美琴（Meeko） - 中村静香[7]
- レムネア - 桃瀬美咲[7]
- アーシー - 佃井皆美[7]

### 声の出演
- トリン - 森川智之[39]
- カオス - 菅生隆之[39]
- キャンデリラ - 戸松遥[39]
- ドゴルド - 鶴岡聡[39]
- アイガロン - 水島裕[39]
- ラッキューロ - 折笠愛[39]
- D / デスリュウジャー - 宮野真守[39][40]
- ガブリボルバー、ガブリチェンジャー - 千葉繁[注釈 13]

### EDのみ出演
- 徳永悠平（特別出演）、平山相太（特別出演）、森重真人（特別出演）、東京ドロンパ[注釈 13]（FC東京）
- しかお（鹿島アントラーズ）[注釈 13]
- レイくん（柏レイソル）[注釈 13]
- マリノスケ（横浜F・マリノス）[注釈 13]
- キングベルI世（湘南ベルマーレ）[注釈 13]
- ベガッ太（ベガルタ仙台）[注釈 13]
- ロビー（セレッソ大阪）[注釈 13]
- 白石隼也（友情出演）
- 奥仲麻琴（友情出演）
- 永瀬匡（友情出演）
- 戸塚純貴（友情出演）
- 高山侑子（友情出演）

### スーツアクター
- キョウリュウレッド[30] - 押川善文
- キョウリュウブラック[41] - 竹内康博
- キョウリュウブルー[42] - 高田将司
- キョウリュウグリーン[43] - 浅井宏輔
- キョウリュウピンク-野川瑞穂
- 大藤直樹
- 岡元次郎
- 日下秀昭
- 佐藤太輔
- 中川素州
- 蜂須賀祐一
- 清家利一
- 村岡弘之
- 神尾直子
- デスリュウジャー[18] - 藤井祐伍
- 矢部敬三
- 喜多川2tom
- 渡邊実
- 斉藤幸治
- 橋本恵子
- 橋口未和
- 佐藤義夫
- 向田翼
- 田中宏幸
- 蔦宗正人
- 内川仁朗
- 大岩剣也
- 白崎誠也
- 井口尚哉
- 北村海
- 小玉百夏
- 松本拓巳
- 松岡千尋
- 柏木佑太
- 松村凌太郎
- 中山甲斐
- 小久江友子
- 白尾聡洋
- 宮崎高春
- 久保翔
- 中島輝明
- 森博嗣
- 草野伸介
- 松本直也
- 金子起也

## スタッフ
- 原作 - 八手三郎
- 脚本 - 三条陸
- 音楽 - 佐橋俊彦
- 製作 - 鈴木武幸（東映）、平城隆司（テレビ朝日）、高木勝裕（東映アニメーション）
- 企画 - 白倉伸一郎（東映）、桑田潔（テレビ朝日）、日達長夫（東映ビデオ）、和田修治（アサツー・ディ・ケイ）、松田英史（東映エージエンシー）、古澤圭亮（バンダイ）
- エグゼクティブプロデューサー - 杉山登（テレビ朝日）、加藤和夫（東映ビデオ）
- プロデュース - 大森敬仁（東映）、佐々木基（テレビ朝日）、矢田晃一、深田明宏（東映エージエンシー）
- 撮影 - 松村文雄
- 照明 - 堀直之
- 美術 - 大谷和正
- 編集 - 大畑英亮
- 録音 - 伝田直樹
- 整音 - 深井康之
- スクリプター - 関根秀子
- 助監督 - 伊藤良一、葉山庫一郎、関根佑介、田渕大輪
- 制作担当 - 石切山義貴
- 撮影助手 - 森田曜、服部晃士
- 録音助手 - 鈴木健太郎
- 選曲 - 宮葉勝行
- 音響効果 - 小川広美（大泉音映）
- アシスタントプロデューサー - 沖拓史、久慈麗人（東映）
- ラインプロデューサー - 道木広志、青柳夕子
- エンディングダンス振付 - パパイヤ鈴木
- MeeKoダンス振付 - Q-TARO（電撃チョモランマ隊）
- ダンス指導 - 村上友里恵
- キャラクターデザイン - K-SuKe
- 衣装デザイン・制作 - 川上登、YOU-KO
- 特撮研究所
  - 撮影 - すずきけいぞう
  - 撮影助手 - 岡本純平、内田圭
  - 照明 - 安藤和也
  - 照明助手 - 関澤陽介
  - 美術 - 松浦芳
  - 美術助手 - 長谷川俊介、花谷充泰
  - 操演 - 中山亨
  - 操演助手 - 和田宏之、黒田政紀
  - 助監督 - 小串遼太郎
  - 制作担当 - 三松貴
  - ミニチュア制作 - ミューロン
  - バイク造型 - 樹々工房
  - 協力 - （株）エースステージ
- 技術協力 - 東映デジタルセンター、東映ラボ・テック、西華デジタルイメージ株式会社、BULL、M・SOFT
- 劇場版「ウィザード・キョウリュウジャー」製作委員会（東映、テレビ朝日、東映アニメーション、東映ビデオ、アサツー ディ・ケイ、東映エージエンシー、バンダイ）
- 特撮監督 - 佛田洋
- アクション監督 - 福沢博文
- 監督 - 坂本浩一
- 配給 - 東映

## 音楽
振付はパパイヤ鈴木が担当。
主題歌「GABURINCHO OF MUSIC!」
作詩・作曲 - 高取ヒデアキ / 編曲 - 籠島裕昌 / 歌 - 高取ヒデアキ、鎌田章吾&キョウリュウジャー
挿入歌
「VAMOLA! キョウリュウジャー（Samba Mix）」
作詩 - 藤林聖子 / 作曲 - 持田裕輔 / 編曲 - 山下康介 / 歌 - 鎌田章吾
「カミツキ・ブレイブ」
作詩 - 只野菜摘 / 作曲 - 羽岡佳 / 編曲 - 佐藤清喜 / 歌 - 伊勢大貴
「戦慄と旋律〜Dのテーマ〜」
作詩 - 只野菜摘 / 作曲・編曲 - 坂部剛 / 歌 - Kimeru
「ココロの隙間ワールド」
作詩 - 只野菜摘 / 作曲・編曲 - 坂部剛 / 歌 - キャンデリラ、アイガロン、ラッキューロ（CV - 戸松遥、水島裕、折笠愛）

### Dino Soul
劇中、獣電竜に力を与える歌として登場。通常バージョンと古代バージョンの2種類が制作されている。カット割の段階から劇中歌に合わせたかったため、先行して制作されている。
発注時の坂本のリクエストにより、『百獣戦隊ガオレンジャー』の劇中歌「響の調べ」（歌 - テトム（岳美））が意識されている。
「Dino Soul」は、坂本にとって思い出深い曲となり、ドラマ『モブサイコ100』の撮影現場で坂本が「Dino Soul」を口笛で吹いていたら、同現場にいた塩野瑛久が歌い始めたというエピソードも明かしている。
歌い手はMeeko（CV - 中村静香）となっているが、劇中ではキョウリュウジャーの6人も一部のパートを担当している。なお、「Dino Soul（古代Ver.）」はテレビシリーズ第29話と第39話にて、「Dino Soul」はテレビシリーズ第39話にて使用されている。
「Dino Soul」
作詩 - 三条陸 / 作曲・編曲 - 坂部剛 / 歌：Meeko（CV - 中村静香）
「Dino Soul（古代ver.）」
作詩 - 三条陸 / 作曲・編曲 - 坂部剛 / 歌 - 天野美琴（CV - 中村静香）

## 映像ソフト化
- メイキング版 獣電戦隊キョウリュウジャー ガブリンチョ OFF ミュージック（DVD1枚組、2013年7月21日発売）
  - 本作品のメイキングDVD。
  - 映像特典
    - 劇場版主題歌を踊ろう!
- 劇場版 獣電戦隊キョウリュウジャー ガブリンチョ・オブ・ミュージック 通常版（1枚組、2013年12月6日発売、Blu-rayとDVDでリリース）
  - 映像特典
    - 製作発表記者会見
    - 特報
    - 劇場予告編
    - PR集
    - ノンスーパーED
    - 作品紹介
- 劇場版 獣電戦隊キョウリュウジャー ガブリンチョ・オブ・ミュージック コレクターズパック（2枚組、2013年12月6日発売、Blu-rayとDVDでリリース）
  - ディスク1：本編ディスク（通常版と同様）
  - ディスク2：特典ディスク（Blu-ray版はBlu-ray、DVD版はDVDで収録）
    - 未公開&エクステンドシーン
    - 密着! キャンペーンメイキング
    - Jリーグコラボダンスメイキング
    - 完成披露試写会舞台挨拶
    - 公開2日目舞台挨拶
    - キャラクターリスト
    - ガブリンチョファイル
    - ポスターギャラリー

  - 初回限定特典
    - 特製ポストカード（2枚組）